# Eero Ettala
Eero Anselm Ettala (Espoo, 1984) es un deportista finlandés que compitió en snowboard, especialista en la prueba de slopestyle. Consiguió una medalla de oro en los X Games de Invierno.

## Medallero internacional
| \| X Games de Invierno \| X Games de Invierno \| X Games de Invierno \| X Games de Invierno \| \| Año \| Lugar \| Medalla \| Prueba \| \| ------------------- \| ---------------------- \| ------------------- \| ------------------- \| \| 2010 \| Aspen (Estados Unidos) \| Medalla de oro \| Slopestyle \| |                        |                |            |
| X Games de Invierno |                        |                |            |
| Año | Lugar                  | Medalla        | Prueba     |
| 2010 | Aspen (Estados Unidos) | Medalla de oro | Slopestyle |